# Carolina Benedicks-Bruce

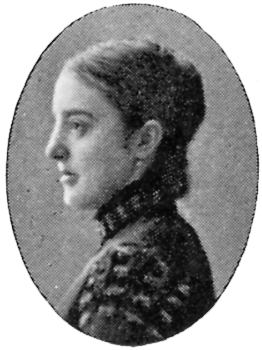
Carolina Benedicks-Bruce, Fotografie von 1901

Carolina Benedicks-Bruce (geboren am 28. Oktober 1856 als Carolina Maria Benedicks in Stockholm; gestorben am 16. Februar 1935 in Väskinde) war eine schwedische Bildhauerin und Grafikerin. Sie lebte mehrere Jahre in Frankreich und war mit dem kanadischen Maler William Blair Bruce verheiratet. Ihr Wohnhaus Brucebo ist heute ein Künstlermuseum.

## Leben
Carolina Benedicks kam 1856 in Stockholm zur Welt. Ihre Eltern waren Edward Otto Benedicks und seine Frau Carolina, geborene Cantzler. Der Vater leitete das im Familienbesitz befindliche Eisenwerk in Gysinge in der Gemeinde Sandviken. Zu ihren Geschwistern gehörte der spätere Abgeordnete im schwedischen Reichstag Gustaf Benedicks und der spätere Physik-Professor Carl Benedicks. Das künstlerische Talent stammte möglicherweise aus der Familie der Mutter. Ihr Onkel Johan Cantzler war ein bekannter Maler, der beispielsweise einige der schwedischen Banknoten entwarf. Ihr Onkel Axel Leopold Cantzler war ebenfalls als Maler und zudem als Bildhauer tätig. Nach dem Tod ihres Vaters 1877 war sie durch Erbschaft finanziell unabhängig.

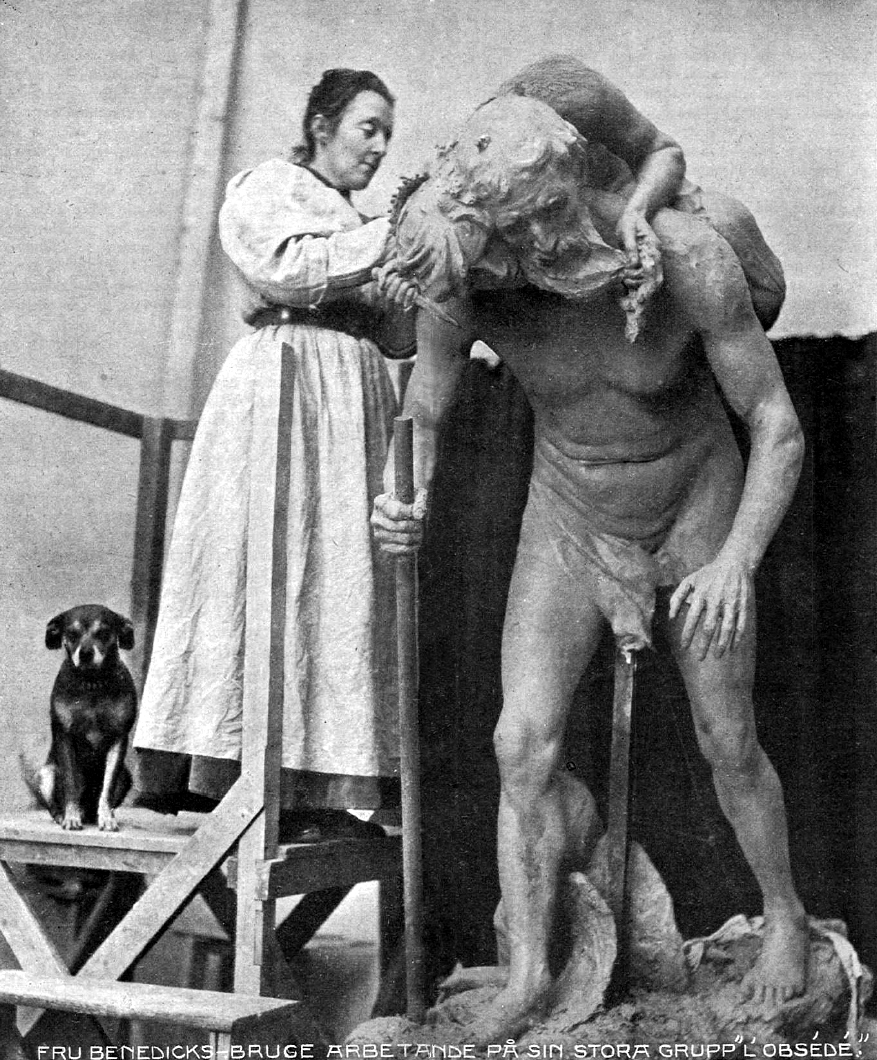
Carolina Benedicks-Bruce arbeitet an der Skulptur L’obsède

Ihre künstlerische Ausbildung erhielt Carolina Benedicks zunächst bei dem Maler August Malmström. Von 1881 bis 1885 studierte sie an der Kunsthochschule Kungliga Konsthögskolan Stockholm, wo sie als erster Frau die Bildhauerklasse besuchte. Zu ihren Mitstudentinnen gehörte die Malerin Hilma af Klint. 1883 besuchte sie Paris und die schwedische Künstlerkolonie in Grez-sur-Loing. Hier traf sie Künstler wie Carl Larsson, seine Frau Karin, Bruno Liljefors und August Strindberg. Nach Beendigung ihres Studiums in Schweden zog sie 1885 nach Paris, wo sie Schülerin des Bildhauers Alexandre Falguière wurde. Im Sommer 1885 lernte sie den kanadischen Maler William Blair Bruce kennen. Als dieser im Herbst des Jahres nach Kanada zurückgekehrt war, folgte sie ihm 1886 zusammen mit einem Onkel und besuchte ihn in seiner Heimatstadt Hamilton in Ontario. Im Herbst 1886 folgte die Verlobung von Carolina Benedicks mit William Blair Bruce und beide kehrte Ende des Jahres nach Europa zurück. Das Paar hielt sich ab Mai 1888 drei Monate in Visby auf der Insel Gotland auf. Ende 1888 heirateten beide in Stockholm. Das Paar hatte eine Tochter, die jedoch bereits als Kleinkind verstarb. In Frankreich ließ sich das Paar zunächst in Saint-Nazaire nieder, zog jedoch im Mai 1889 weiter nach Grez-sur-Loing, wo sie bis 1894 blieben.

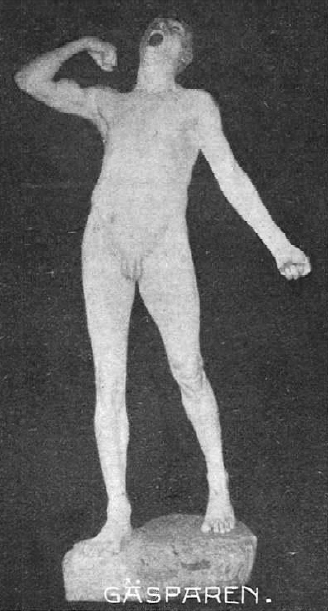
Skulptur Gäsparen von Carolina Benedicks-Bruce

Das Werk von Carolina Benedicks-Bruce steht deutlich unter dem Einfluss der Bildhauerei der 1870er und 1880er Jahre in Frankreich und ist stilistisch zwischen Realismus und Symbolismus angesiedelt. Zu ihren Arbeiten gehören großformatige Skulpturen, Porträtbüsten, Reliefs und genrehafte Statuetten. Darüber hinaus entstand ein zeichnerisches Werk mit Radierungen und Aquarellen, wobei hier Landschaften und Stillleben als Motive hinzukamen. Sie stellte 1889 Arbeiten im Schwedischen Nationalmuseum in Stockholm aus. Es folgten ab 1891 wiederholt Teilnahmen im Pariser Salon. Besonderen Erfolg erzielte sie dort 1899 mit der Skulptur L’obsédé. Zudem beteiligte sie sich an der Pariser Weltausstellung 1900, wo sie eine Bronze-Medaille erhielt.
In den ersten Ehejahren unternahm das Paar Benedicks-Bruce zahlreiche Reisen, darunter nach Südfrankreich, Rom, Venedig und auf die Insel Capri. Das Paar bezog 1894 in Paris eine Wohnung im Künstlerviertel Cité fleurie. 1895 brachen beide zu einem Kurzbesuch nach Kanada auf, wo sie vor allem in Hamilton zu Gast waren. 1899 kaufte das Paar ein großes Grundstück auf der Insel Gotland, wo Carolina Benedicks-Bruce bereits in ihrer Kindheit die Ferien verbracht hatte. Das acht Kilometer nördlich von Visby gelegene Haus nannte das Paar Brucebo und zog hier 1900 dauerhaft ein. Bis 1906 wurde das Haus erheblich erweitert. Im Winter 1903/1904 war das Paar auf Korsika. William Blair Bruce starb im November 1906 im Alter von 49 Jahren. 29 Gemälde ihres Mannes stiftete Carolina Benedicks-Bruce seiner Geburtsstadt Hamilton. Diese Bruce Collection bildete den Grundstock der heutigen Art Gallery of Hamilton.
Carolina Benedicks-Bruce lebte bis zu ihrem Tod 1935 auf Brucebo. Sie setzte sich in Schweden für zahlreiche Initiativen ein. So war sie eine Unterstützerin im Kampf zur Erlangung des Frauenwahlrechts und stiftete mit dem Blair-Bruce-Fonds Mittel für archäologische Forschungen auf Gotland. Zudem interessierte sie sich für den Denkmalschutz und förderte beispielsweise den Erhalt des alten Burmeisterska huset, einem Fachwerkhaus aus dem 17. Jahrhundert in Visby. Ihr Anwesen Brucebo dient bis heute kulturellen Zwecken. Die Kunststiftung Brucebostiftelsen fördert mit Stipendien den Aufenthalt von jungen kanadischen und schwedischen Künstlern auf Brucebo. Das von der Stiftung unterhaltene Künstlermuseum Brucebo zeigt zahlreiche Kunstwerke von Carolina Benedicks-Bruce und ihrem Mann. Das umliegende Grundstück ist heute als Naturschutzgebiet Brucebo geschützt.

## Werke in öffentlichen Sammlungen (Auswahl)
- Porträtbüste Edouard Dantan, Musée des Avelines, Saint-Cloud
- Skulptur Studie eines weiblichen Aktes (zudem mehrere Radierungen), Schwedisches Nationalmuseum, Stockholm
- Zahlreiche Werke im Künstlermuseum Brucebo, Väskinde